# 전자 (언어학)
전자(轉字, transliteration)는 한 문자 체계를 다른 문자 체계로 바꾸어 쓰는 것을 말하며, 문자 간에 일대일로 대응되어 전자한 후에 다시 원래의 문자 체계로 복구할 수 있는 것을 원칙으로 한다.
이것은 한 언어의 말소리를 특정 문자로 표기하는 전사(轉寫, transcription)와는 다르다.
예를 들어, 국어의 로마자 표기법(2002)은 전사법과 전자법 두 가지를 모두 담고 있다. 전사법은 읽기 편하게 하는 것에 중점을 두고 있기 때문에 글과 발음이 다르면 이를 반영하는 반면(예: 웃옷[우돋] → udot), 예일 표기법 등 전자법은 학술 논문 등에 쓰기 위해 원래 한글을 오류 없이 복원할 수 있는 표기를 목적으로 하므로 글자 그대로 나타낸다(예: 웃옷 → us-os).

## 같이 보기
- 전사 (언어학)
- 음역 (언어학)